# Tang Hongbo
Tang Hongbo (chinês simplificado: 汤洪波; Xiangtan, Hunão, outubro de 1975), é um membro do Partido Comunista da China, com um mestrado e parte da segunda turma da Brigada de Astronautas do Exército da Libertação Chinês, com a patente de major. Realizou seu primeiro voo na Shenzhou 12.

## História
Ele nasceu numa família de fazendeiros na cidade de Yunhuqiao, Condado de Xiangtan, Hunão, em outubro de 1975. Ele tem um irmão mais novo.
Tang Hongbo entrou no exército em setembro de 1995 e entrou no Partido Comunista Chinês em abril de 1997. Em maio de 2010, foi selecionado como parte do segundo grupo de taikonautas.
Em maio de 2016, ele foi selecionado como backup da Shenzhou 11. Em dezembro de 2019, foi selecionado como tripulante da Shenzhou 12.
No dia 4 de julho de 2021, Tang e Liu Boming, outro tripulante da Shenzhou 12, completaram a primeira atividade extraveicular da Estação Espacial Tiangong. Retornou à Terra no dia 17 de setembro de 2021.
No dia 25 de outubro de 2023, foi anunciado como comandante da Shenzhou 17, assim se tornando o primeiro taikonauta a retornar à Tiangong.